# Base d'aéronautique navale de Cuers-Pierrefeu
La base d'aéronautique navale de Cuers-Pierrefeu ou BAN Cuers-Pierrefeu était une base d'aéronautique navale de la Marine nationale française située à 5 km au nord-est de Cuers, dans le département du Var en région Provence-Alpes-Côte d'Azur, pour l'essentiel située sur le territoire communal de Pierrefeu-du-Var.

## Historique

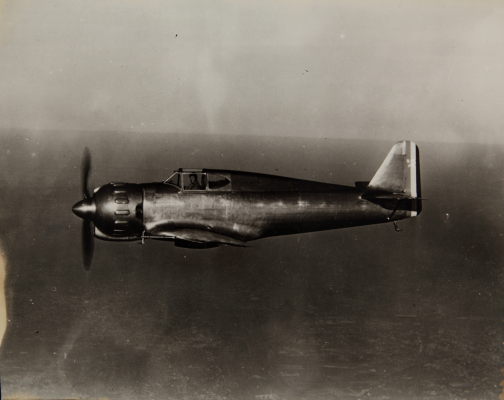
Le 05-06-1940, l’escadrille AC3 disposait à Cuers-Pierrefeu de 12 MB.151.

La base, créée en 1919, abrita, entre 1920 et 1923, le dirigeable Dixmude, zeppelin allemand remis aux Alliés au titre des dommages de guerre. Le dirigeable explosa en vol au large de la Sicile le 21 décembre 1923..
La Force maritime de l'aéronautique navale s'est illustrée durant la bataille de France 1940-1942, l'AC3 stationnée à Cuers-Pierrefeu, avec neuf de ses Bloch MB.151 avait bombardé des objectifs italiens près de Gênes le 14 juin.
La base est aujourd'hui dissoute. Il subsiste sur le site, l'Atelier industriel de l'aéronautique de Cuers-Pierrefeu (A.I.A.C-P).
Cette entité industrielle étatique (sous tutelle de l'Armée de l'Air) à qui est confiée la maintenance en condition opérationnelle de divers aéronefs tels les Atlantique 2, Hawkeye, NH90, Lynx, Panther...etc., est également chargée de quelques conceptions (radômes, systèmes d'armes...).

## Les unités présentes sur la BAN
- Flottille 28F (novembre 1944-décembre 1944)
- Escadrille 12S (avril 1951-juillet 1954)
- Escadrille 22S (? -janvier 1953)
- Flottille 14F (juillet 1955- ?)
- Flottille 32F (janvier 1958-février 1958)
- Flottille 14F (août 1963-août 1964)
- SPA 3 Cigognes : (? - août 1967)[3].
- E.R.C. (détachement de l'escadrille de réception et convoyage de Toussus-le-Noble, de 1959 à 1979 à minima)